# Dali Mami
Dali Mamí fue un arráez de galeras que vivió en Argel, entonces bajo dominio del Imperio turco. Conocido por haber apresado el 26 de septiembre de 1575 entre Marsella y Cadaqués la galera Sol en la que viajaba Miguel de Cervantes con su hermano Rodrigo. Su jefe era Mami Arnaute, un renegado albanés que acabó convirtiéndose en capitán de la armada de Argel. Algunas fuentes señalan que Dali Mamí era griego y tenía como apodo "El cojo".
En aquella época Argel estaba bajo el dominio otomano gobernado por Hasán Bajá. La captura de Cervantes le hizo famoso, siendo su "amo" durante un periodo de nueve meses.

## Vida
Poco se sabe de la vida de Dali antes del 29 de septiembre de 1575, fecha del apresamiento de la galera Sol en la que iba Cervantes. El problema era que Cervantes portaba entre sus papeles una carta de recomendación del mismísimo Juan de Austria y del Duque de Sesa, algo que hizo suponer a Dali que podía ser un prisionero de gran valor. En agosto de 1575 liberan a Rodrigo, en manos del Pachá Ramadhan, gracias a la suma de sesenta ducados enviados por su madre. Aún tendrán que pasar dos años más para la liberación de Cervantes. 
La crueldad de Dali era conocida en la época, estando su casa llena de esclavos cristianos mutilados, generalmente de narices y orejas. Aunque cabe la posibilidad de que fuese benigno con el escritor español debido a la esperanza que tenía de obtener una fuerte recompensa por él (cercana a los 500 escudos), algunos autores opinan lo contrario y mencionan a un Cervantes torturado y cargado de cadenas. Durante su cautiverio intentó fugarse varias veces.
La principal base documental de la vida de Cervantes son sus escritos autobiográficos. El autor hace mención de su "amo" en La Galatea y del combate que tuvo que librar para escapar de la prisión de Dali.